# Christopher Cook
Pour les articles homonymes, voir Cook.
Christopher Cook, né le 3 août 1952 à Tucson, en Arizona, est un journaliste et un écrivain américain, auteur d'un roman policier et de plusieurs nouvelles. Il est principalement connu en France pour son roman policier Voleurs, publié par la maison d'édition Payot & Rivages au début des années 2000.

## Biographie
Il suit les cours de l’université Rice à Houston, puis fréquente le Macalester College de Saint Paul dans le Minnesota, dont il sort diplômé en 1976. Il devient journaliste pour le Minneapolis Tribune, puis pour le Birmingham Post-Herald de Birmingham dans l'Alabama.
À la fin des années 1980, il quitte le journalisme pour travailler pour l'Institut John Gray, une think tank à but non lucratif basée au Texas. Il travaille ensuite comme rédacteur pour le leader syndicaliste et ancien secrétaire américain au Travail Willie Julian Usery, Jr. à Washington. Il revient au Texas en 1989 et travaille pour l'Université du Texas à Austin et pour l'American Federation of Labour - Congress of Industrials Organisations.
En 1994, il déménage à Paris pour le compte de l'AFL-CIO, avant de travailler pour une organisation syndicale du secteur public basée près de Genève. Il débute à cette période l'écriture de nouvelles.
En 1996, il déménage à San Miguel de Allende au Mexique pour devenir écrivain à temps plein. Il écrit son premier roman, Robbers, qui est refusé par de nombreux éditeurs américains, avant d'être acheté par la maison d'édition française Payot & Rivages qui le publie en 2002 sous le titre de Voleurs.
Cook publie ensuite un premier recueil de nouvelles, puis déménage à Prague, en République tchèque. Il poursuit depuis l'écriture et vit entre l'Europe et l'Amérique.

## Œuvre

### Roman
- Robbers (2000) Publié en français sous le titre Voleurs, traduction de Pierre Bondil, Paris, coll. « Rivages/Thriller », 2002, réédition Paris, coll. « Rivages/Noir » no 501, 2004.

### Nouvelles

#### Recueil de nouvelles
- Screen Door Jesus & Other Stories (2002) Publié en français sous le titre Bethlehem, Texas, traduction de Pierre Bondil, Paris, Rivages, coll. « Littérature étrangère », 2004, réédition Paris, Rivages, coll. « Bibliothèque étrangère », no 529, 2006. 11 nouvelles.
- Cloven tongues of fire, novellas and stories (2011)  5 textes : Storm (La tourmente), The Code (Le Code), Lafayette Dugas, Bayou desperado (Lafayette Dugas, desperado des bayoux), Cloven tongues of fire (Langues de feu), Tiger Ridge Trilogy (Trilogie de Tiger Ridge). Traduction de Pierre Bondil.

Ce livre n'est paru à ce jour en anglais que sur internet.

#### Nouvelles isolées
- The Pickpocket (1995) Publié en français sous le titre Le Pickpocket, dans l’anthologie Moisson Noire 2004, Les meilleures nouvelles policières américaines, présentées par Michael Connelly, traduction de Pierre Bondil, Paris, coll. « Rivages/Thriller », 2004, réédition Paris, coll. « Rivages/Noir », no 625, 2006.

## Adaptation

### Au cinéma
- 2003 : Screen Door Jesus, film américain réalisé par Kirk Davis d'après la nouvelle éponyme.